# Arroz meloso

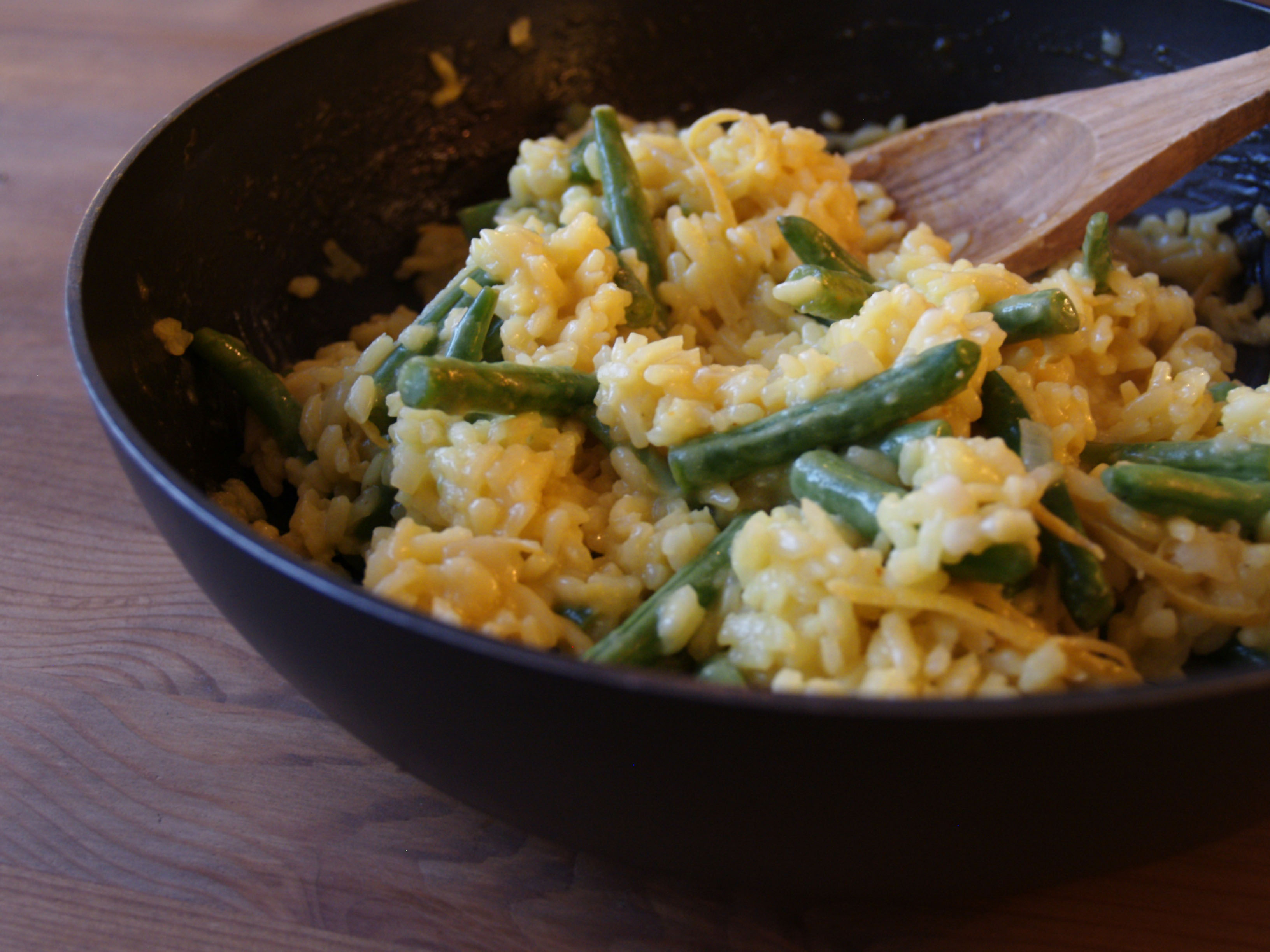
La textura de los arroces melosos, es untuoso y sin caldo.

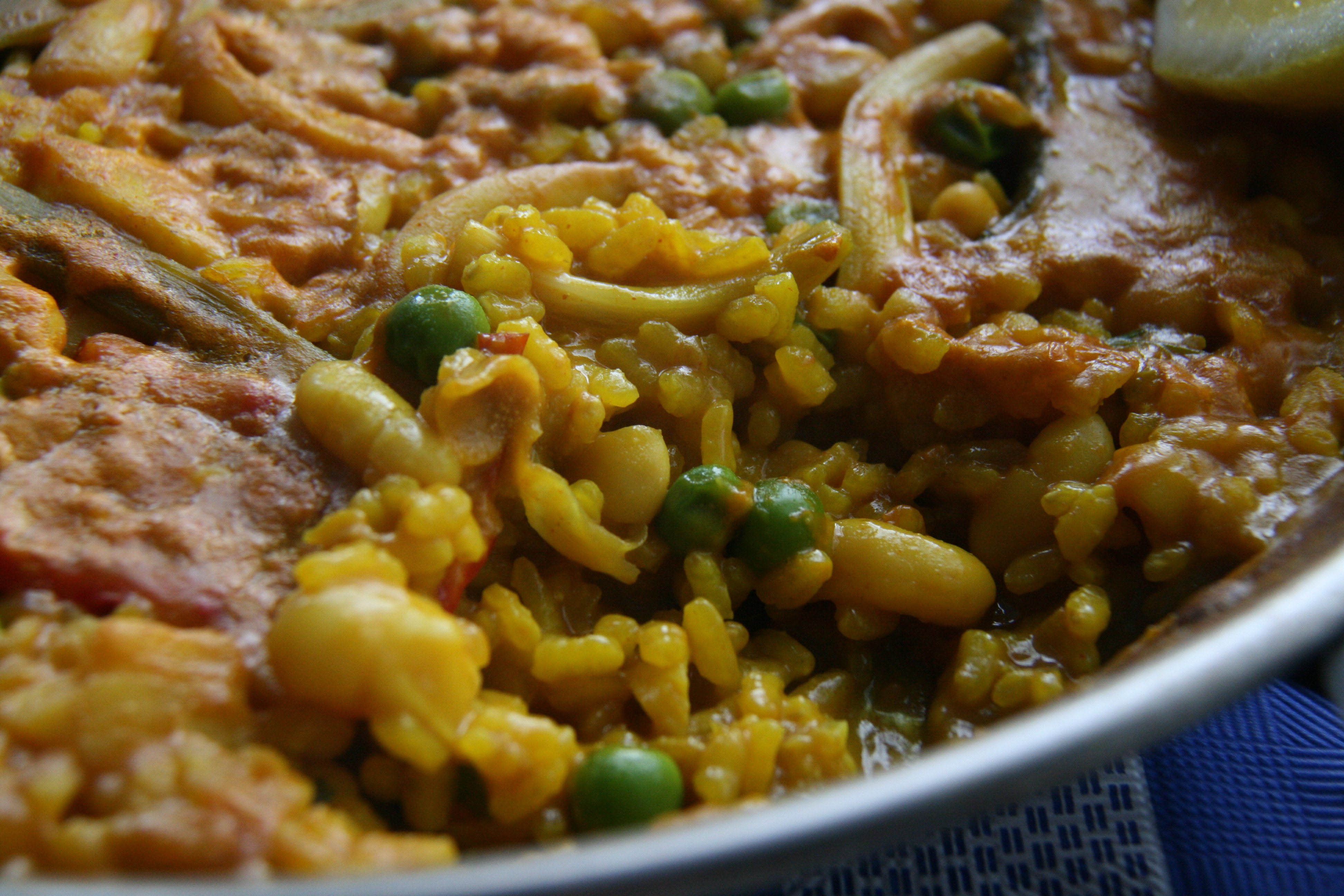
Detalle sobre la untuosidad de los arroces melosos en un arroz empedrado murciano.

El arroz meloso es una preparación de arroces con un punto de cocción intermedia, entre los arroces secos (paella) y los caldosos. Mientras los arroces caldosos son una sopa con arroz, los arroces melosos se caracterizan por la ausencia de caldo tras su preparación. Los risottos son similares en textura, mostrando diferencias de los melosos en su técnica culinaria (mediante adición de un elemento graso: mantequilla o queso). La textura de estos arroces es siempre untuosa, recordando a la miel, de ahí su denominación: melosa.

## Características
El arroz meloso es una preparación de arroz en cocción que deja como resultado final un arroz con una textura húmeda y untuosa. Para lograr este efecto debe calcularse bien el agua necesaria, con el objetivo de que el arroz continúe absorbiendo caldo una vez apagado el fuego. El punto final de este tipo de preparaciones debe quedar ni seco, ni caldoso. El tipo de arroz empleado en los arroces melosos es fundamental. Se aconsejan arroces con un porcentaje elevado de amilopectina (por ejemplo un arroz tipo sénia o bahía). El recipiente habitual en su preparación puede ser una paellera debido a su gran superficie, o una cazuela de barro que se denomina rossejadora.

## Arroces melosos
En la cocina española existen diversas preparaciones con la denominación arroz meloso, algunas de las más conocidas es:
- El arroz empedrado es un plato cuaresmal de arroz con alubias (empedrao) y bacalao que tradicionalmente se suele servir meloso.[3]
- El arroz lido que consiste en un arroz de caza típico de algunos municipios de Valencia.
- El arroz a la cordobesa que suele llevar aves (pájaros), chorizo, y diversos embutidos.[4]
- El arroz meloso de bacalao y pimientos del piquillo se puede encontrar en diversas zonas de Barcelona. Su originalidad es el empleo de pimiento del piquillo.
- El arroz meloso con verduras y azafrán como variante de arroz viudo.

## Véase también

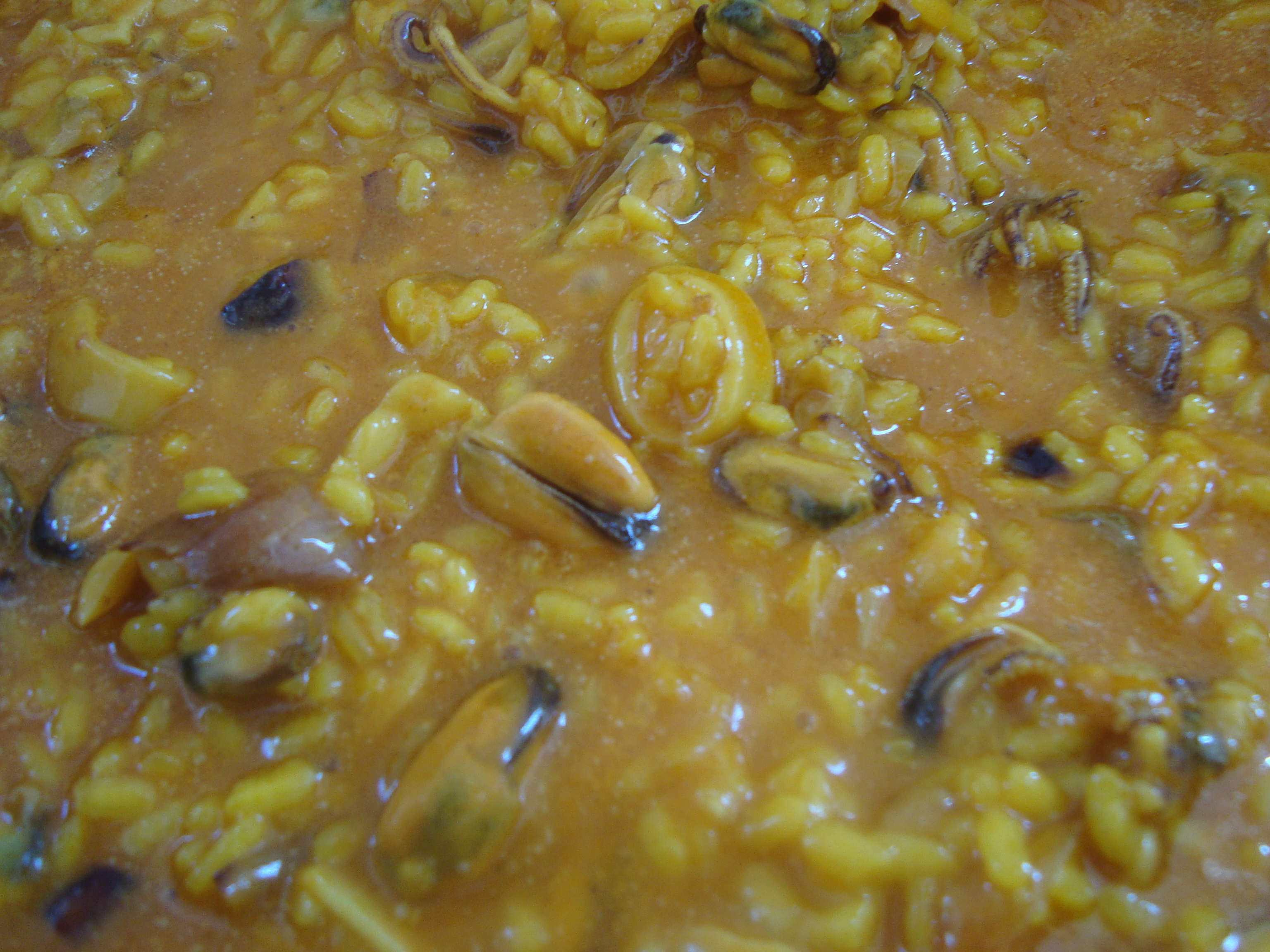
Arróz meloso con frutos del mar.